# Роман Ващук
Роман Ващук (англ. Roman Waschuk, нар. 28 січня 1962, Торонто, Онтаріо, Канада) — канадський дипломат українського походження. Надзвичайний і Повноважний Посол Канади в Україні (2014—2019). 9 грудня 2021 призначений бізнес-омбудсменом в Україні.

## Життєпис

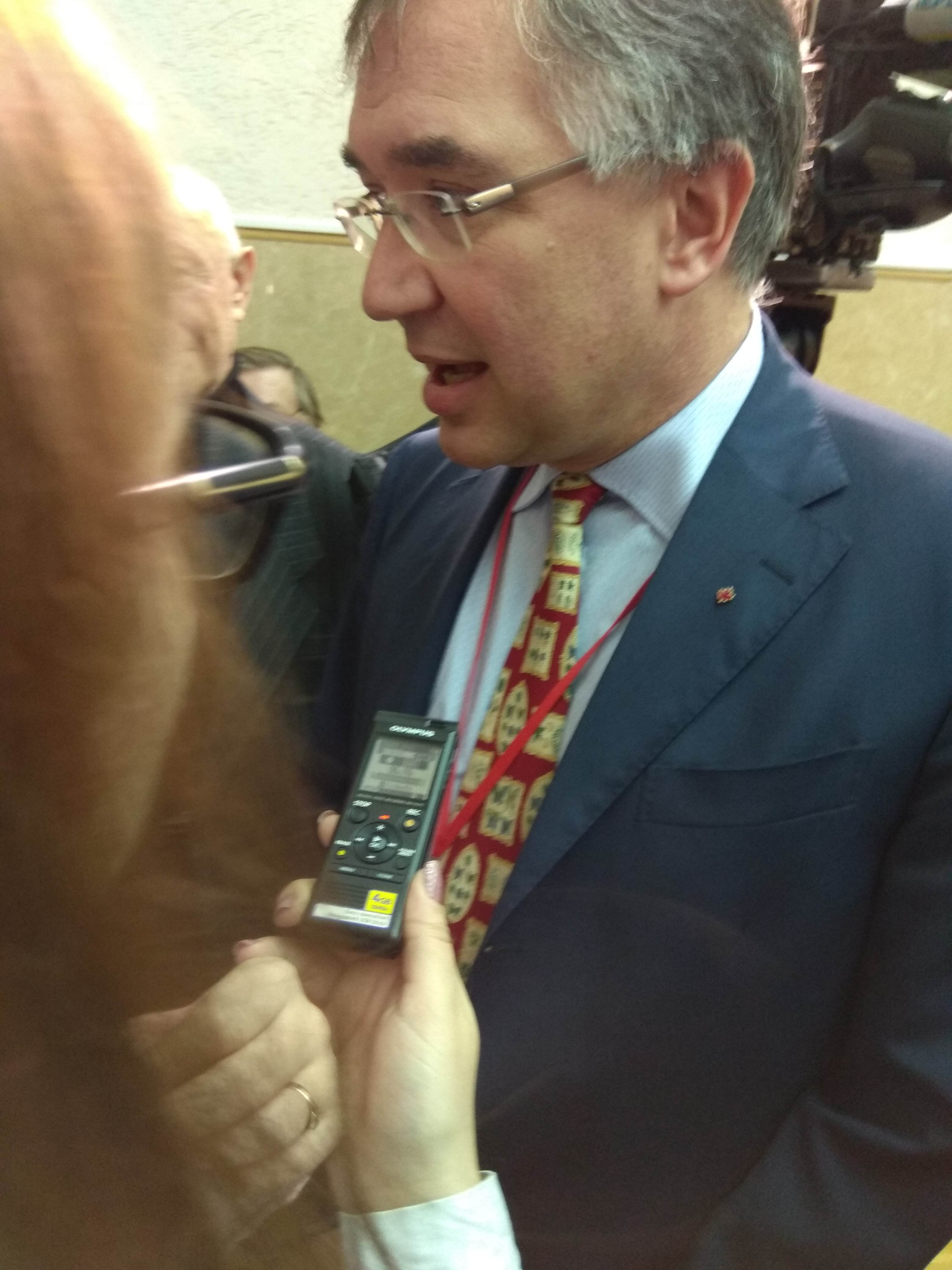
Роман Ващук дає інтерв'ю після радіодиктанту національної єдності (9 листопада 2017), у якому він брав участь.

Роман Ващук народився 1962 року в Торонто. Батьки іммігрували після Другої світової війни до Канади. Батько народився в селі Білі Ослави (нині Надвірнянського району Івано-Франківської області, Україна). Мати — уродженка міста Бучача (нині Тернопільської області), донька начального директора Бучацького Повітового Союзу Кооператив Миколи Хархалі́са. Була охрещена у церкві Святого Миколая, разом з батьками проживала за теперішньою адресою вул. Міцкевича, 9. У дитинстві був пластуном.
Навчався на історичному факультеті Університету Торонто.
Від 1987 року на дипломатичній роботі в Міністерстві закордонних справ Канади. У 1988—1991 роках — співробітник канадського посольства в СРСР.
Від 1994 до 1998 р. — радник у канадському посольстві в Києві. Працював у Берліні у штаб-квартирі Оттави (Канада).
Від серпня 2011 року — Надзвичайний і Повноважний Посол Канади у Белграді (Сербія).
Від 2014 року — Надзвичайний і Повноважний Посол Канади в Києві. 1 грудня 2014 року вручив вірчі грамоти Президенту України Петру Порошенку.
19-20 листопада 2015 з робочим візитом відвідав Тернопільську область, зокрема, Бучаччину.
Підписав заяву іноземних послів після відставки міністра економічного розвитку і торгівлі Айвараса Абромавичуса.
Вільно володіє українською, англійською, французькою, німецькою, російською, польською, сербською мовами.
9 листопада 2017 взяв участь у радіодиктанті національної єдності.
1 листопада 2019 року — завершив місію посла в Україні, у зв'язку із виходом на пенсію.
В кінці 2021 призначений бізнес-омбудсменом замість Марціна Свєнціцького.
Член Ради з питань підтримки підприємництва — консультативно-дорадчого органу при Президентові України (з 27 червня 2025).

### Сім'я
Дружина — Оксана Смеречук, українка з Австралії.

## Громадська позиція
Виступав на підтримку ув'язненого у Росії українського режисера Олега Сенцова